# Xenobatrachus bidens
Xenorhina bidens là một loài ếch trong họ Nhái bầu.
Nó được tìm thấy ở Tây Papua ở Indonesia và Papua New Guinea.
Môi trường sống tự nhiên của chúng là các khu rừng ẩm ướt đất thấp nhiệt đới hoặc cận nhiệt đới.